# 김원석 (1977년)
김원석(1977년 9월 7일 ~ )은 대한민국의 영화감독, 드라마 작가이다. 1999년 《닥터 K》의 연출부를 시작으로 《대한이, 민국씨》를 각색하면서 작가로 등단했다.

## 학력
- 서울대학교 학사

## 주요 작품

### 영화
- 《닥터 K》 : 연출부
- 《죽거나 혹은 나쁘거나》 : 조감독
- 《짝패》 : 조연출
- 《대한이, 민국씨》 : 각색

### 드라마
| 연도 | 제목                | 방송사 | 유형 | 연출           | 비고 |
| ---- | ------------------- | ------ | ---- | -------------- | ---- |
| 2009 | 친구, 우리들의 전설 | MBC    | 주말 | 곽경택         |      |
| 2013 | 여왕의 교실         | MBC    | 수목 | 이동윤         |      |
| 2016 | 태양의 후예         | KBS2   | 수목 | 이응복, 백상훈 |      |
| 2017 | 맨투맨              | JTBC   | 금토 | 이창민         |      |
| 2023 | 법쩐                | SBS    | 금토 | 이원태         |      |

## 수상 경력
- 2016년 KBS 연기대상 작가상